# Bolletí de la Societat Arqueològica Lul·liana
El Bolletí de la Societat Arqueològica Lul·liana (BSAL) és una revista d'història editada a Palma (Mallorca) des del 1885 per la Societat Arqueològica Lul·liana. A l'actualitat té una periodicitat anual. Entre els directors de la revista cal esmentar Estanislau de Kostka Aguiló i Aguiló, Bartomeu Ferrà i Perelló, Joan Pons i Marquès, Bartomeu Font i Obrador, Gabriel Llompart i Moragues i Guillem Rosselló i Bordoy.

## Història
Després el "Boletín de la Real Academia de la Historia" (1877), és la publicació de les seves característiques més antiga de l'estat espanyol. La Societat Arqueològica Lul·liana es creà al desembre del 1880 a iniciativa de Bartomeu Ferrà i Perelló i fou aprovada l'any següent pel bisbe de Mallorca, Mateu Jaume. Els seus objectius inicials foren tres: honrar la memòria de Ramon Llull, recollir el màxim nombre d'obres d'art per a evitar-ne la destrucció o que acabessin fora de Mallorca i protegir i divulgar el patrimoni monumental de Mallorca. El Bolletí aparegué el 10 de gener de 1885 en la conjuntura del final del s. xix i el principi del s. xx, en què les lletres mallorquines es renovaren i es modernitzaren fins al punt que Mallorca acabà adquirint, malgrat l'elevadíssim percentatge d'analfabetisme de les Balears, molta més importància en l'àmbit literari i intel·lectual que no pas des d'un punt de vista administratiu i de població. L'objectiu fou divulgar les actuacions de la Societat Arqueològica Lul·liana: exposicions, conferències, visites a monuments o accions a fi d'evitar la destrucció dels monuments mallorquins. Tanmateix, el BSAL fou des dels seus inicis molt més que això. Durant aquests més de cent anys ha estat el principal portaveu de la historiografia mallorquina, fins al punt que és impossible fer un recorregut per l'evolució d'aquesta historiografia sense recórrer a les seves pàgines.
La seva periodicitat ha variat des de quinzenal, en la primera època, fins a anual en l'actualitat. Del 1885 al 1889 es publicà quinzenalment, i del 1890 al 1937, mensualment. A partir del mes de gener del 1938 es publicaren dos números l'any, i el 1948 s'inicià la periodicitat anual, que encara perdura. El BSAL s'ha centrat des dels seus orígens a recollir tot tipus de treballs històrics i arqueològics referents a l'illa de Mallorca, si bé també hi han aparegut aportacions sobre història de l'art i folklore. Les recerques més nombroses són les dedicades a la prehistòria i a l'Edat Mitjana, i en segon lloc a l'antiguitat i l'època moderna. Els estudis sobre història contemporània no han començat a ser nombrosos fins als anys vuitanta del s. XX.

### Primera època
L'evolució de la revista es pot dividir en tres èpoques. Al llarg de la primera (1885-1934), hi col·laboraren autors com J. Alcover, A.M. Alcover, M. Costa i Llobera, Enric Fajarnés i Tur, I. Macabich, M. dels Sants Oliver o J. Ramis d'Ayreflor. S'hi publicaren petits treballs d'història local i es feren transcripcions de documents, oracions, cartes o tractats; a més, hi aparegueren nombrosos articles referents a la vida i l'obra de Ramon Llull (especialment en 1900-15 i 1927-35), que reflecteixen el lul·lisme erudit sorgit a Mallorca des del principi del s. XX, fruit de les relacions entre el lul·lisme mallorquí i el lul·lisme estranger. També s'hi publicaren petits articles biogràfics o estudis sobre primeres figures de la cultura mallorquina que moriren en aquest període, com ara M. dels Sants Oliver o Josep M. Quadrado, es consignaren també totes les activitats de la Societat Arqueològica Lul·liana i s'hi inclogué, a més, una secció de notícies sobre troballes arqueològiques, noves publicacions, etc. Molt interessants són els anuaris bibliogràfics on es recollien totes les obres, opuscles, revistes i publicacions periòdiques que foren editades a Mallorca i les obres que autors de fora de l'illa dedicaren a la seva història. També s'hi publicaren extractes d'obres d'autors catalans com Rubió i Ors i Rubió i Lluch, i poesies de Jacint Verdaguer.

### Segona època
La segona època de la revista (1935-85) s'inicià pràcticament amb els temps difícils del primer franquisme, en què el BSAL patí el risc de desaparèixer i es veié obligat a publicar només en castellà. Es començaren a publicar aportacions de gran nivell com les de Miquel Batllori i l'article “Posición de Mallorca en la historia económica medieval” (1947) de Felip Mateu i Llopis. Hi començaren també a col·laborar autors estrangers com Séverin Canal, J.N. Hillgarth i Jean Bisson. Pel que fa a la temàtica, els cinquanta foren els anys d'esplendor dels articles sobre prehistòria de la mà de Hillgarth, Rosselló i Bordoy, Bartomeu Font i Obrador i Mascaró i Passarius. Jaime Salvà, Gabriel Llompart i Francisco Sevillano són els historiadors que tenen més presència en les pàgines del BSAL d'aquesta època, en què es començà a tractar de noves temàtiques, com ara la història econòmica i la història social, amb grans figures de la historiografia mallorquina del darrer terç del s. XX, com Víctor Guerrero, Maria Barceló, Gonçal López i Nadal, Pau Cateura, Àlvar Santamaria i Miquel Barceló.

### Tercera època
La tercera etapa de la revista s'inicià el 1985 amb la commemoració del seu centenari. A partir d'aquest moment la llengua catalana es feu majoritària, la publicació adoptà un nou disseny més modern i començaren a ser més freqüents els treballs sobre història contemporània amb aportacions d'A. Marimon i Riutort, P. Fullana i J.M. Buades i Joan. Els anys noranta incorporà un dossier en alguns dels seus números, com el de L'Arxiduc i Mallorca (1994) i Miquel Ferrà. Cinquanta anys després (1998), i recuperà els anuaris bibliogràfics que s'havien deixat de publicar durant la dècada de 1960-70.

## Digitalització de la publicació
L'any 2007 s'endegà un procés per tal de digitalitzar la col·lecció completa del Butlletí de la Societat Arqueològica Lul·liana (BSAL), amb l'objectiu de facilitar als investigadors l'accés a aquesta revista, que conté referències històriques que es remunten a finals de segle xix. Amb aquesta finalitat, el Servei de Biblioteca i Documentació de la Universitat de les Illes Balears (UIB) en col·laboració amb Sa Nostra-Caixa de Balears s'encarregà de la digitalització dels diversos volums, compostos per 27.400 pàgines, mitjançant escanejat d'alta resolució. A través d'un conveni de col·laboració la institució financera patrocina la versió digital.

## El BSAL i la llengua
El títol de la revista només ha experimentat canvis quant a l'idioma: del 1885 al 1904 era en castellà, després passà a ser en català fins a l'any 1937, en què tornà a escriure’s en castellà, i el 1978 es recuperà definitivament el català i s'hi introduí el subtítol Revista d'Estudis Històrics. Des dels seus inicis el BSAL ha estat una revista bilingüe (català i castellà), amb l'excepció del llarg període de la dictadura franquista, que es publicà només en castellà.